# Another Round
 (février 2017).
Si vous disposez d'ouvrages ou d'articles de référence ou si vous connaissez des sites web de qualité traitant du thème abordé ici, merci de compléter l'article en donnant les références utiles à sa vérifiabilité et en les liant à la section « Notes et références ».
Albums de Pistol Grip
The Shots from the Kalico Rose
(2001) Tear It All Down
(2004)
Another Round est le deuxième enregistrement complet du groupe de street punk américain Pistol Grip, sorti en 2003.

## Liste des titres
| 1.    | Sweet & Sour of a Knife    | 2:37 |
| 2.    | Empty Shells               | 2:12 |
| 3.    | The Unwanted (Children)    | 3:06 |
| 4.    | Black Heart                | 2:31 |
| 5.    | 1997                       | 2:57 |
| 6.    | A Murder of Crows          | 2:58 |
| 7.    | Gypsy                      | 2:56 |
| 8.    | Marshburn Ave.             | 2:52 |
| 9.    | Broken Radio               | 3:36 |
| 10.   | From the Arches to the End | 2:37 |
| 11.   | Damned of Tomorrow         | 2:38 |
| 12.   | Another Face to Hate       | 2:49 |
| 13.   | The Rebels are Dead        | 4:21 |
| 38:09 |                            |      |